# Grandidierella gilesi
Grandidierella gilesi is een vlokreeftensoort uit de familie van de Aoridae. De wetenschappelijke naam van de soort is voor het eerst geldig gepubliceerd in 1921 door Charles Chilton.